# Nikoloz Togonidze
Nikoloz Togonidze (gruz. ნიკოლოზ თოგონიძე; ur. 24 kwietnia 1971, Gruzińska SRR) – gruziński piłkarz, grający na pozycji bramkarza, były reprezentant Gruzji, trener piłkarski.

## Kariera piłkarska

### Kariera klubowa
W 1987 rozpoczął karierę piłkarską w klubie Gorda Rustawi. Sezon 1991 spędził w Dila Gori, skąd przeszedł do zespołu Iweria Chaszuri. W 1995 był zaproszony do Dinamo Batumi, w którym występował przez 5 lat. W 2000 został piłkarzem Torpeda Kutaisi, a w następnym roku wyjechał do Rosji, gdzie bronił barw Tomi Tomsk, ale wkrótce powrócił do Torpeda. Wiosną 2003 występował w Prykarpattia Iwano-Frankowsk, ale latem powrócił do Dinamo Batumi, w którym zakończył karierę piłkarską w wieku 32 lat.

### Kariera reprezentacyjna
8 maja 1996 zadebiutował w reprezentacji Gruzji. Łącznie rozegrał 11 meczów reprezentacyjnych.

## Kariera trenerska
Po zakończeniu kariery zawodniczej rozpoczął pracę trenerską. W styczniu 2010 objął stanowisko trenera bramkarzy w klubie Inter Wehnen.

## Sukcesy i odznaczenia

### Sukcesy klubowe
- mistrz Gruzji: 2001
- wicemistrz Gruzji: 1998
- brązowy medalista Mistrzostw Gruzji: 1992, 1995, 1996

### Odznaczenia
- nagrodzony tytułem Mistrza Sportu ZSRR: 1989